# Sinh thái học quần thể

Quần thể không thể phát triển vô hạn. Sinh thái học quần thể bao gồm nghiên cứu các tác nhân ảnh hưởng tới sự phát triển và tồn tại của quần thể. Tuyệt chủng hàng loạt là ví dụ của các tác nhân đã làm giảm đáng kể kích cỡ và khả năng sinh tồn của quần thể. Khả năng sinh tồn của quần thể là tối quan trọng trong việc giữ vững mức độ đa dạng sinh học cao trên Trái Đất.

Sinh thái học quần thể là một phân ngành của sinh thái học giải quyết động lực học của quần thể và cách các quần thể này tương tác với môi trường. Nó là ngành nghiên cứu xem kích cỡ quần thể loài thay đổi theo không gian và thời gian như thế nào. Thuật ngữ sinh thái học quần thể có thể được sử dụng thay thế lẫn nhau với sinh học quần thể hoặc động lực học quần thể.
Sự phát triển của sinh thái học quần thể là nhờ phần lớn vào nhân khẩu học và bảng sự sống của nghề tính toán bảo hiểm. Sinh thái học quần thể là một lĩnh vực quan trọng đối với sinh học bảo tồn, đặc biệt là đối với sự phát triển của lĩnh vực phân tích khả năng tồn tại quần thể, giúp ta có khả năng dự đoán được xác suất lâu dài xem liệu một loài có thể tiếp tục sống trong một mảng sinh cảnh được hay không. Mặc dù sinh thái học quần thể là một phân ngành của sinh thái học, nó cung cấp những vấn đề thú vị cho các nhà toán học và thống kê học làm việc trong lĩnh vực động lực học quần thể.